# Surf Curse
Surf Curse - американський серф-рок-гурт, утворений у 2013 році в Ріно, штат Невада, а зараз базується в Лос-Анджелесі. Створений Ніком Раттіганом (вокал і ударні) і Джейкобом Рубеком (гітари), гурт зараз також включає Генрі Діллона і Ноа Холла. Гурт досяг мейнстрімового успіху після того, як їхня пісня "Freaks", написана в 2011 році і вперше випущена в 2013 році, стала популярною на короткометражній відеоплатформі TikTok в 2020 році.

## Історія

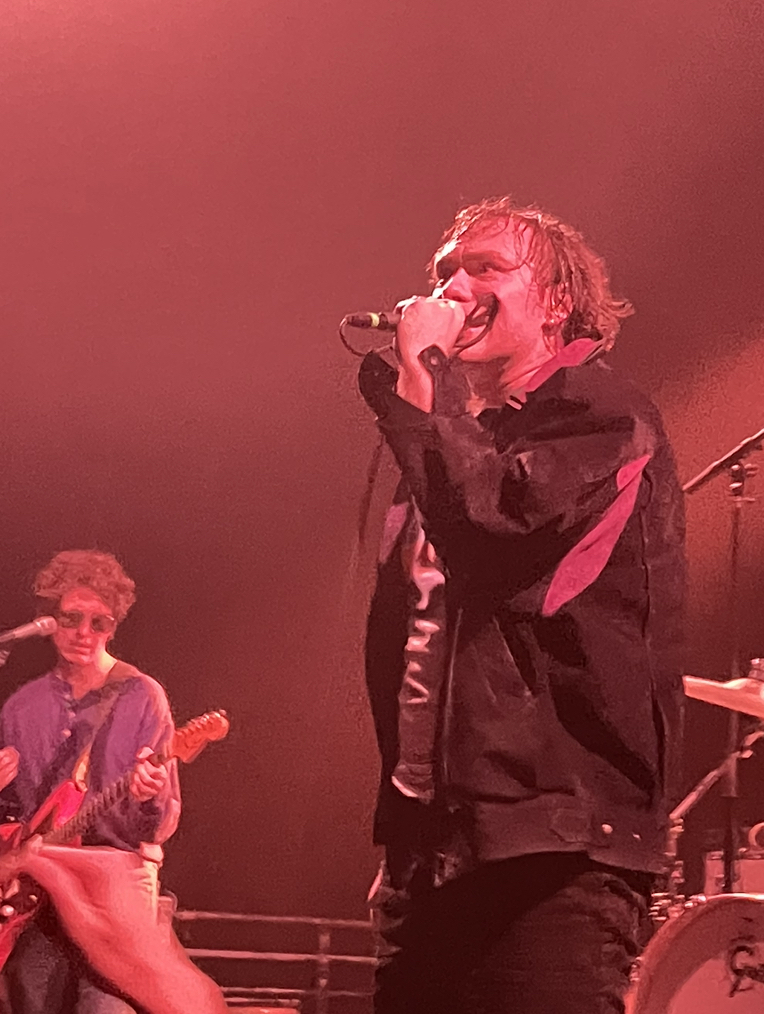
Nick Rattigan для Surf Curse, 2022

Гурт Surf Curse був сформований у 2013 році Ніком Раттіганом та Джейкобом Рубеком у місті Ріно, штат Невада, спочатку під кількома іншими назвами, включаючи "Buffalo 66" на честь однойменного фільму. Незабаром гурт переїхав до Лос-Анджелеса, де виступав у клубі The Smell, який приймав гурти зі схожим звучанням панк-серф-року, що його виконували Surf Curse. Там вони стали частиною місцевої різновікової панк-сцени. Паралельно Раттіган продовжував працювати над своїм сольним проектом, виступаючи під назвою Current Joys. Також у 2013 році гурт самостійно випустив міні-альбом Sad Boys і дебютний альбом Buds. До останнього увійшла пісня "Freaks", написана у 2011 році, коли Раттігану і Рубеку було по 18 років.
Гурт створив зростаючу фан-базу в Лос-Анджелесі, що дозволило їм зіграти на фестивалі Beach Goth у жовтні 2016 року перед аудиторією, яка включала немісцевих відвідувачів. Їх другий альбом, Nothing Yet, був випущений у січні 2017 року на лейблі Danger Collective. Раттіган і Рубек описали Nothing Yet як такий, що відображає вплив фільмів на їхнє життя, заявивши, що пісня "The Strange and the Kind" могла б поміститися на саундтрек сучасного Dazed and Confused. Гурт залишався дещо успішним, хоча і підпільним, до 2019 року, коли вийшов їхній третій альбом, Heaven Surrounds You. Цей третій альбом був високо оцінений за вокал Раттігана та його провідний трек "Disco", з його швидким темпом, який вигідно відрізнявся від дебютника Vampire Weekend, але був підданий критиці за залежність від кліше в його текстах. Текст фінальної пісні альбому "Джеймі" та його повторюваний рядок "Я люблю людей в моєму житті, всі мої друзі тримають мене в живих" були визначені як особливо зворушливі..
З початком пандемії COVID-19 та подальших локдаунів у 2020 році Surf Curse не мали змоги продовжувати виступати наживо. Однак у 2020 році пісня "Freaks" почала привертати увагу на платформі короткометражних відео TikTok. Тривожний текст пісні, зокрема "I am just a freak", зробив її сумісною з форматами мемів TikTok, які відтворювали її у фоновому режимі. "Freaks" була описана як "саундтрек" для всього, що вас турбує, хоча її друге життя в TikTok відрізнялося від інших пісень, які відродилися в додатку. Раттіган сказав, що він також був би задоволений тим, що пісня набирає популярності, якби вона була включена в саундтрек до майбутнього фільму Аватар: Шлях води; Рубек пожартував, що незвична різноманітність відеороликів із піснею, включаючи навчальні посібники з садівництва та пастки для спраги, означала, що їм "довелося просто перестати їх дивитися" Обидва сказали, що вони не розуміють і не використовують TikTok.
Після перевидання синглу в травні 2021 року після підписання гуртом контракту з Atlantic Records, "Freaks" досяг 64 місця в UK Singles Chart і 17 місця в Billboard's Hot Rock & Alternative Songs, через вісім років після того, як вперше з'явився на Buds. Пісня має платиновий сертифікат RIAA і, станом на жовтень 2022 року, налічує понад 650 мільйонів прослуховувань. Billboard визнав Surf Curse другими за рейтингом виконавцями 2021 року у своїй категорії New Rock Artists.
Після підписання контракту з Atlantic Records, Surf Curse додали до свого складу басиста Генрі Діллона та гітариста Ноа Холла. І Діллон, і Холл гастролювали з групою до пандемії; Раттіган сказав про їх приєднання: "Я думаю, що той зв'язок, який ми з Джейкобом відчували один з одним, коли створювали гурт, ми також відчували з Ноєм і Генрі". У складі чотирьох учасників Surf Curse випустили "Magic Hour" у 2022 році. Як і у випадку з іншими обкладинками їхніх альбомів, на яких були зображені учасники гурту, всі четверо представлені на обкладинці альбому. Виходу альбому передував виступ гурту на фестивалі Coachella в тематичному вбранні "Чарівник країни Оз" та запуск головного синглу альбому "Sugar". Гурт розпочав своє турне Північною Америкою для Magic Hour концертом у Лас-Вегасі 30 жовтня 2022 року, де кожен учасник гурту був одягнений в іншу ітерацію Елвіса Преслі. Magic Hour був позитивно сприйнятий критиками, які визначили його лірику як більш творчу та позитивну еволюцію звучання та таланту гурту.

## Музичний стиль
Музика Surf Curse була описана як серф-рок, лоу-фі, гаражний поп, серф-панк, пост-панк, серф-поп, інді-рок, інді-поп, і джангл-поп. Живі виступи гурту були охарактеризовані як "пекло" і "божевілля", причому Раттіган говорив, що особливо енергійний сет в Pappy & Harriet's привів до того, що місце проведення заборонило гурт..

## Учасники
- Джейкоб Рубек - гітара
- Нік Раттіган - вокал, ударні
- Noah Kholl - гітара
- Генрі Діллон - бас

## Дискографія

### Студійні альбоми
| Назва                | Деталі |
| -------------------- | --- |
| Buds                 | - Випущено: 21 червня 2013 року - Лейбл: Big Joy, Danger Collective - Формат: LP, касета, цифрове завантаження, стрімінг |
| Nothing Yet          | - Випущено: 13 січня 2017 року - Лейбл: Danger Collective - Формат: LP, касета, цифрове завантаження, стрімінг           |
| Heaven Surrounds You | - Випущено: 13 вересня 2019 року - Лейбл: Danger Collective - Формат: LP, CD, касета, цифрове завантаження, стрімінг     |
| Magic Hour           | - Випущено: 7 жовтня 2022 року - Лейбл: Atlantic - Формат: LP, CD, касета, цифрове завантаження, стрімінг                |

### EPs
| Назва                        | Деталі |
| ---------------------------- | --- |
| Sad Boys                     | - Випущено: 30 жовтня 2013 року - Лейбл: Big Joy - Формат: LP, касета, цифрове завантаження, стрімінг - 6 пісень, 17 хв 4 с |
| Surf Curse on Audiotree Live | - Випущено: 20 вересня 2017 року - Лейбл: Audiotree - Формат: цифрове завантаження, стрімінг - 6 пісень, 15 хв 52 с         |
| Freaks (Remixes)             | - Випущено: 5 листопада 2021 року - Лейбл: Atlantic Records - Формат: цифрове завантаження, стрімінг - 3 пісень, 8 хв 52 с  |